# Dario Campeotto
 Der er for få eller ingen kildehenvisninger i denne artikel, hvilket er et problem. Du kan hjælpe ved at angive troværdige kilder til de påstande, som fremføres i artiklen.

Dario Carlo Giacomo Campeotto (født 1. februar 1939, død 1. april 2023) var en dansk sanger, skuespiller og entertainer.
Dario Campeotto var gift to gange og var en overgang bosat i Italien sammen med sin daværende hustru Ghita Nørby, men han vendte siden tilbage til Danmark, hvor han videreførte sin karriere på scenen.

## Familie og opvækst
Han blev født på Frederiksberg af italienske forældre, Emma og Ernesto Campeotto, og havde to søstre. Ernesto flyttede til Danmark i 1928 og fungerede som teknisk direktør for Fiat Danmark. I begyndelsen af tresserne flyttede forældrene tilbage til Torino, hvor de købte en vingård, der stadig er i familiens eje. Hans tipoldeforældre var svenske, hed Larsson og udvandrede til Italien, hvor de blev ejere af otte marker, otto campi, Campeotto. Dario boede i sine sidste år på Frederiksberg, men boede i tidsrummet 1967 – 1973 i Torino i Italien, hvor han drev en dansk kunstforretning. Fra 1963 til 1969 var han gift med Ghita Nørby og sammen fik de sønnen Giacomo (født i 1964), der er filminstruktør. Indtil sin død var han gift med Gertrud, og sammen har de børnene Claudia og Filippo.

## Karriere
Han begyndte at optræde allerede som ti-årig, men hans store gennembrud blev en sejr i Dansk Melodi Grand Prix 1961 med sangen "Angelique", som senere indbragte ham en femteplads ved den internationale Eurovision Song Contest. I kølvandet på "Angelique" kom der et antal pladeudgivelser, og der var også bud efter ham til roller i teater, operetter og film. Siden optrådte han også som revy-kunstner i bl.a. Holstebro-revyen og Sans Souci i Kolding.
I 1997 lagde han stemme til rollen som Tony i Disney-tegnefilmen Lady og Vagabonden. Han indsang sammen med Bobo Moreno og Tritonus-koret sangen "Bella Notte" til filmen.
I 2001 fik Dario Campeotto et mindre comeback med albummet Love Is in the Air, hvor han bl.a. fortolkede Barry White, Stevie Wonder, Lou Reed og The Rolling Stones. Han turnerede efterfølgende på klubber og diskoteker. Albummet solgte 22.000 eksemplarer.

## Udvalgt diskografi
- Dario (1961)
- Dario i dag (1972)
- Rose Marie (1977)
- Min sang (1981)
- Glædelig jul (1989)
- Kys hinanden (med Grethe Sønck, Kirsten Siggaard, Lise-Lotte Norup og Nis Bank-Mikkelsen, 1992)
- Arrivederci (med Quartetto Ciao!, 1993)
- Love Is in the Air (2001)
- Den første gang jeg så dig (med RadioUnderholdningsOrkestret, 2001)
- Under Italiens sol (med Tove Hyldgaard og Tonny Landy, 2007)
- En aften med... (2011)
- Mit skønne Italien (2014)
- Mit skønne Italien 2 (2015)
- Jul, jul, dejlige jul (2017)
- Her og nu: 60 år jubilæum (2019)
- Lad det sne (2019)
- 24 elskede julesange (2020)
- Tur/retur Torino (med Robertino Loretti, 2023)

## Udvalgt filmografi
- Eventyrrejsen (1960)
- Peters baby (1961)
- Han, hun, Dirch og Dario (1962)
- Flagermusen (film) (1966)
- Nyhavns glade gutter (1967)
- Min kones ferie (1967)
- Flyvende farmor (2001)